# 邦雅曼·帕瓦尔
本傑明·雅克·馬塞爾·帕瓦德（法語：Benjamin Jacques Marcel Pavard，法語發音：[bɛ̃ʒamɛ̃ ʒak maʁsɛl pavaʁ]；1996年3月28日—）是一名法國職業足球員，司職中後衛及右後衛。目前效力於意甲俱樂部国际米兰、法國國家足球隊。

## 俱乐部
帕瓦德出生于法国北部城市莫伯日，在里爾出道，於2016年夏季轉投德國球會斯图加特。
帕瓦德在斯圖加特與世界盃的表現也吸引了德甲班霸拜仁慕尼黑的注意，有傳聞指出拜仁已經私下與斯圖加特達成轉會協議，並將於2019年生效。

### 拜仁慕尼黑
2019年1月9日，拜仁慕尼黑官方便宣佈帕瓦德下季正式加盟，季末，斯圖加特在升降附加賽中保級失敗將會降級德乙，附加賽成了他在斯圖加特的告別賽。
2021年2月11日，帕瓦爾打進了拜仁在2020年世俱杯決賽中以1-0戰勝新萊昂自治大學老虎的唯一進球，為俱樂部贏得了一年來的第六座獎盃。
2023年3月11日，帕瓦爾在對陣奧格斯堡的比賽大放異彩，梅開二度进2球，助球隊以5比3勝出。

### 国际米兰
2023年8月30日，意甲俱樂部国际米兰與帕瓦爾簽訂了一份為期五年、價值3000萬歐元的合約，加上附加條款後，合約金額高達3200萬歐元。帕瓦爾在9月24日國米客場1-0戰勝恩波利的比賽中首发，完成了他在俱樂部的正式首秀。
2024年4月22日，帕瓦爾在國際米蘭2-1戰勝死敵AC米蘭的比賽中助攻一球，幫助球隊奪得當賽季的意甲冠軍。
2025年4月16日，帕瓦爾在歐冠聯賽四分之一決賽次回合比賽中攻入他代表國際米蘭的首粒進球，最終國際米蘭以2-2戰平他的老東家拜仁慕尼黑，並幫助球隊以總比分4-3獲勝晉級。

## 国家队
2017年11月10日，帕瓦德在2-0戰勝威爾斯的友誼賽中在半場替換克里斯托夫·雅萊，首次代表法國國家足球隊亮相。
2018年國際足總世界盃是帕瓦德生涯的转折點。淘汰賽中的第一場對上阿根廷的比賽到來。在剛進入下半場時的破門讓法國隊在世界盃上首度陷入落後局面，而這也是法國在本屆賽事僅有的一次落後；九分鐘後帕瓦德接獲的傳中凌空抽射入網。賽後国际足联公布了2018年俄罗斯世界杯的最佳进球，帕瓦尔在对阵阿根廷时的凌空远射获评本届杯赛的最佳进球。
2021年6月，帕瓦德代表法國国家队出戰歐洲國家盃。
2022年11月，帕瓦德入選法國的最終大軍名單，出戰2022年國際足協世界盃。
2023年10月17日，帕瓦德在4-1戰勝蘇格蘭的友誼賽中梅開二度，並打平前輩兩項紀錄：自1998年世界盃決賽對陣巴西的齐内丁·齐达内以來，沒有任何球員為法國打進兩粒頭球。帕瓦德也是自2013年11月的馬馬杜·沙高以來第一位在法國隊打進兩球的後衛。

## 生涯統計

### 國家隊進球
最後更新：2023年10月17日
| No. | 日期       | 比賽場地                    | 對手   | 比分 | 賽果 | 賽事                       |
| --- | ---------- | --------------------------- | ------ | ---- | ---- | -------------------------- |
| 1.  | 2018.06.30 | 俄羅斯喀山喀山體育場        | 阿根廷 | 2-2  | 4-3  | 2018年國際足協世界盃淘汰賽 |
| 2.  | 2020.11.17 | 法國聖但尼法蘭西體育場      | 瑞典   | 2-1  | 4-2  | 2020–21年歐洲國家聯賽A     |
| 3.  | 2023.03.27 | 愛爾蘭都柏林英傑華球場      | 愛爾蘭 | 1-0  | 1-0  | 2024年歐洲足球錦標賽外圍賽 |
| 4.  | 2023.10.17 | 法國里尔区皮埃尔·莫鲁瓦球场 | 苏格兰 | 1–1  | 4–1  | 友誼賽                     |
| 5.  | 2023.10.17 | 法國里尔区皮埃尔·莫鲁瓦球场 | 苏格兰 | 2–1  | 4–1  | 友誼賽                     |

## 榮譽

### 球會
斯圖加特
- 德國足球乙級聯賽冠軍：2016–17

 拜仁慕尼黑
- 德国足球甲级联赛冠軍：2019－20、2020－21[15]、2021－22
- 德國盃冠軍：2019－20
- 歐洲冠軍聯賽冠軍：2019－20
- 歐洲超級盃冠軍：2020
- 德國超級盃冠軍：2020、2021、2022
- 世界冠軍球會盃冠軍：2020[5]

 國際米蘭
- 意大利足球甲级联赛冠軍：2023–24[16]
- 義大利超級盃冠軍：2023

### 國家隊
法國
- 世界盃冠軍：2018
- 歐洲足協國家聯賽冠軍：2020–21[17]

### 個人
- 法國榮譽軍團勳章騎士級：2018年[18]

## 外部連結
- Soccerway資料庫：邦雅曼·帕瓦尔